# Incidente sul set di Twilight Zone
L'incidente sul set di Twilight Zone è avvenuto il 23 luglio 1982 presso la località di Indian Dunes Park a Valencia, Santa Clarita, California, durante le riprese del film Ai confini della realtà (Twilight Zone: The Movie), quando un elicottero Bell UH-1 Iroquois si schiantò al suolo uccidendo sul colpo l'attore Vic Morrow e le due piccole comparse Myca Dinh Le e Renee Shin-Yi Chen, mentre si girava una scena diretta da John Landis.

## Antefatto
Il film prevedeva quattro episodi, uno dei quali basato su una puntata del 1961 della celebre serie televisiva Ai confini della realtà, intitolata Che tipo di pietà (A Quality of Mercy). Nel copione, il personaggio di Bill Connor (Morrow) è un bianco razzista e frustrato che viaggia indietro nel tempo sperimentando sulla propria pelle varie epoche di persecuzione, passando dalla Francia occupata dai nazisti agli Stati Uniti del Sud durante gli anni venti quando era in vigore la segregazione razziale e imperava il Ku Klux Klan. Il personaggio si redimeva quando, ritrovatosi in un villaggio nel mezzo della guerra del Vietnam, decideva di mettere in salvo due bambini vietnamiti rimasti soli e abbandonati.
Il regista John Landis infranse le leggi della California sul lavoro minorile scritturando Myca Dinh Le di anni 7 e Renee Shin-Yi Chen di anni 6 senza i permessi richiesti.
Myca e Renee furono pagati "sotto banco" per aggirare le leggi sul lavoro minorile dello Stato della California, che vietano ai minori di lavorare di notte. Landis prese personalmente la decisione di impiegare i due bambini nella scena, cosa di cui gli agenti del cast non erano al corrente. Il produttore associato George Folsey Jr. aveva detto ai genitori dei bambini di non dire a nessuno che questi avrebbero girato la sequenza delle esplosioni, nemmeno ai vigili del fuoco presenti sul set. Uno di essi era preoccupato che le esplosioni avrebbero potuto causare dei problemi, ma non disse nulla a Landis. Dick Peabody, amico di Morrow, scrisse che le ultime parole dell'attore prima dell'incidente erano state: «Devo essere pazzo a girare questa scena. Avrei dovuto chiedere una controfigura».

## Dinamica

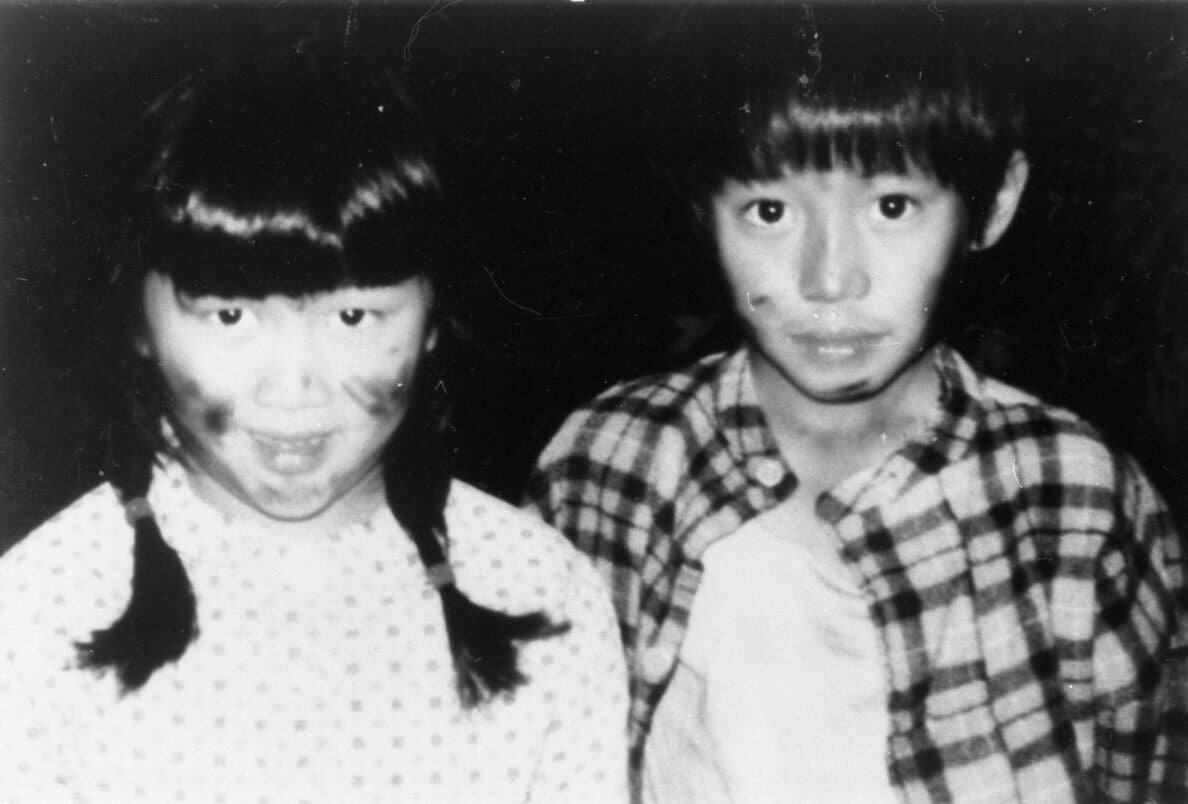
Renee Chen e Myca Le

La location della scena era un ranch conosciuto come Indian Dunes che era stato utilizzato in precedenza in vari film e programmi televisivi. Il sito disponeva di un ampio spazio aperto per gli effetti pirotecnici, ed era possibile girarvi scene notturne senza luci cittadine visibili in lontananza. In aggiunta, la particolare morfologia della zona si prestava a diverse ambientazioni, avendo a disposizione colline verdi, zone desertiche, fitti boschi e, in alcuni punti, vegetazione simile a quella di una giungla.
Nella scena che doveva essere il finale originale dell'episodio, il personaggio di Morrow si trova in un villaggio vietnamita deserto dove incontra due bambini abbandonati. A quel punto, un elicottero militare statunitense li scorge e comincia a sparargli. In quella che era la redenzione del suo personaggio, Morrow prendeva i due bambini in braccio e fuggiva dal villaggio guadando un fiume mentre l'elicottero distruggeva tutto con degli esplosivi. Tuttavia il pilota, il veterano del Vietnam Dorcey Wingo, ebbe dei problemi a volare in mezzo alle palle di fuoco create dal reparto effetti speciali per la scena. Un tecnico a terra non si accorse del problema e fece detonare altre due esplosioni vicino all'elicottero. La luce abbagliante dell'esplosione fece perdere al pilota il controllo dell'elicottero, che volava a bassa quota per esigenze sceniche, facendolo precipitare sopra Morrow e i due bambini. Vic Morrow e Myca Dinh Le furono decapitati dalle pale dell'elicottero, mentre Renee Shin-Yi Chen rimase schiacciata dall'aeromobile e morì pochi minuti dopo. A bordo dell'elicottero 6 persone (incluso Landis) restarono lievemente ferite.

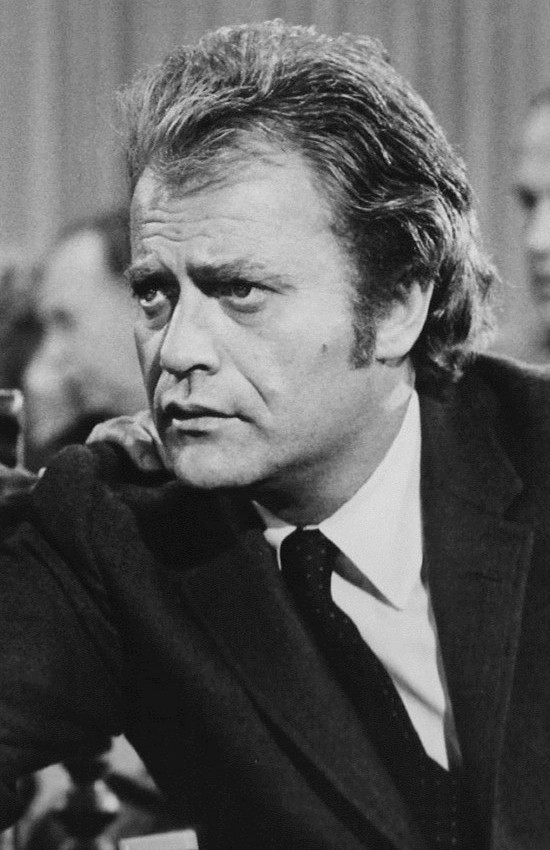
Vic Morrow

Al processo che ne seguì, la difesa affermò che le esplosioni furono fatte detonare al momento sbagliato. Randall Robinson, un assistente cameraman a bordo dell'elicottero, testimoniò che Landis aveva detto a Wingo di volare a bassa quota, per rendere la sequenza più spettacolare.

## Indagini
La Federal Aviation Administration (FAA) aveva da poco istituito una regolamentazione per stabilire le norme di sicurezza nell'impiego di aeromobili in produzioni cinematografiche e televisive. Il nuovo regolamento, tuttavia, non includeva gli elicotteri. Come risultato del fatale incidente, la National Transportation Safety Board (NTSB) raccomandò che i termini fossero estesi a tutte le tipologie di aeromobili.

## Conseguenze
Secondo il regista e scrittore Charles Tashiro, era altamente prevedibile che nel determinare la colpa, il sistema avrebbe rivolto le proprie attenzioni al regista John Landis presente sulla scena e responsabile in carica, piuttosto che a problemi sistematici più grandi che potrebbero aver causato l'incidente: 
(Charles Tashiro)
La tragedia causò problemi legali al regista John Landis per quasi un decennio, con anche la possibilità di essere incriminato per omicidio preterintenzionale. Il padre di Le, Daniel Lee, testimoniò di aver sentito Landis istruire il pilota dell'elicottero affinché volasse basso. Tutti e quattro i genitori dei due bambini riferirono in tribunale di non essere stati informati dalla produzione che ci sarebbero state esplosioni o elicotteri sul set e di essere stati rassicurati che non ci sarebbe stato nessun pericolo, solo un po' di rumore. Lee, che era sopravvissuto alla guerra del Vietnam ed era immigrato con la moglie negli Stati Uniti, disse di essere inorridito quando iniziarono le esplosioni sul set del villaggio vietnamita, facendogli tornare in mente il periodo della guerra.

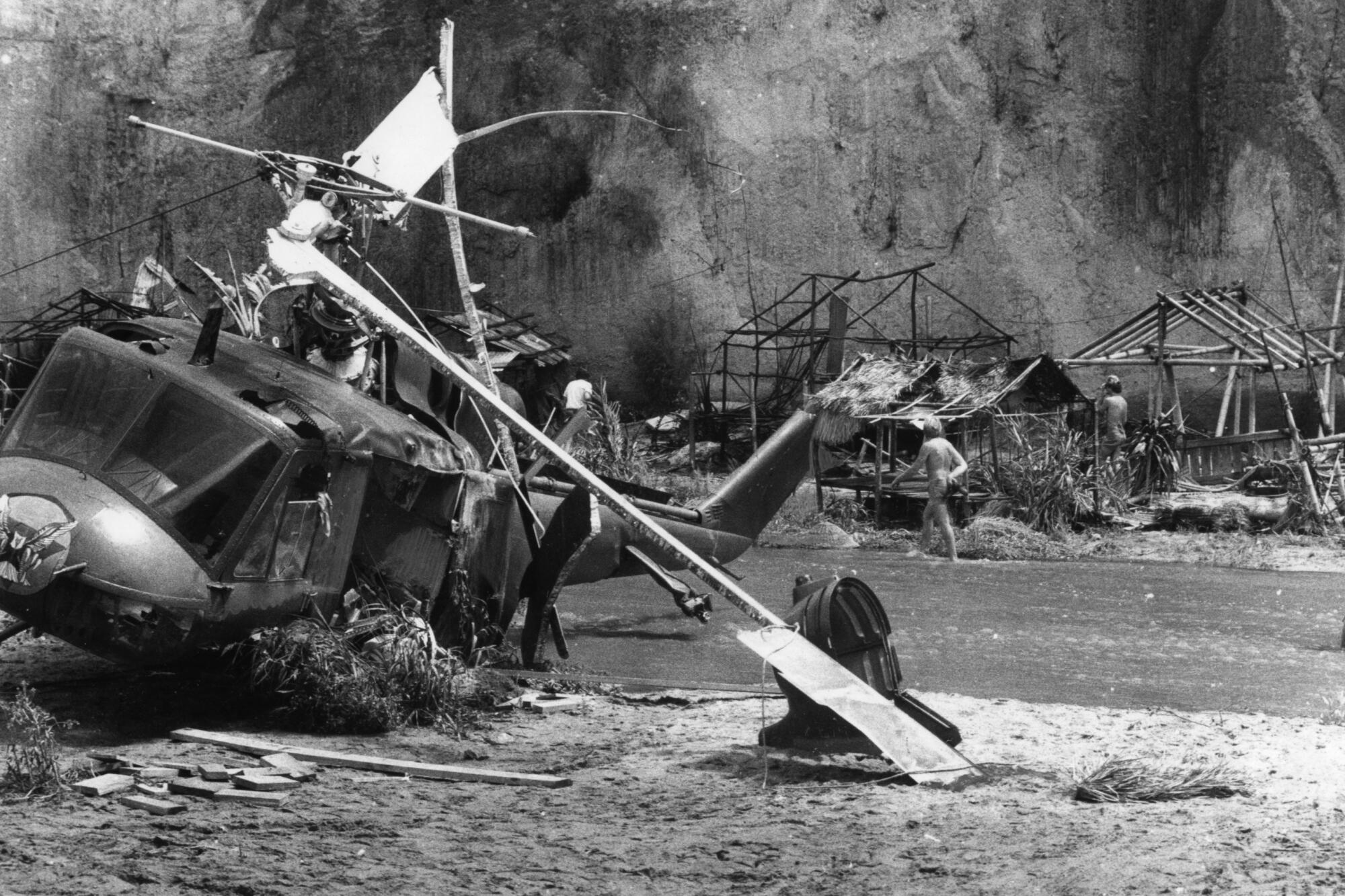
Relitto dell'elicottero sul set del film, dopo l'incidente

Landis, Folsey, il production manager Dan Allingham, il pilota Dorcey Wingo e lo specialista di esplosivi Paul Stewart furono tutti assolti dalle accuse nel corso di un processo durato nove mesi tra il 1986 e il 1987. Uno dei risultati dell'incidente fu che il nome del secondo assistente di regia, Andy House, venne rimosso dai crediti del film e sostituito dallo pseudonimo Alan Smithee.
Fu la prima volta nella storia di Hollywood che un regista venne citato in giudizio a rispondere di una morte occorsa sul set di un film.

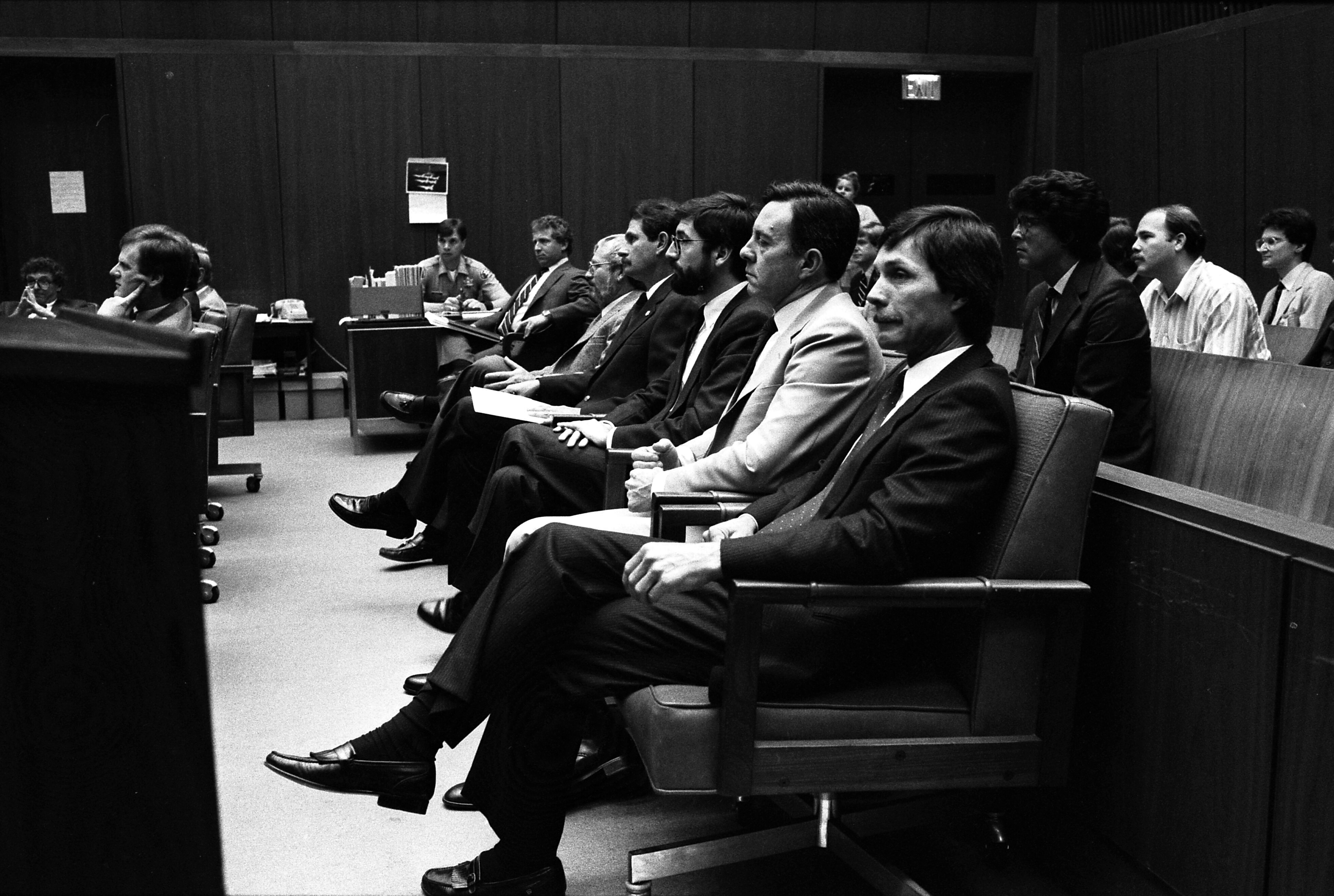
Foto del processo. Il regista John Landis (con occhiali e barba) è seduto al centro

Mark Locher, un portavoce della Screen Actors Guild, disse alla conclusione del processo: «L'intero calvario giudiziario ha scosso l'industria cinematografica da cima a fondo ... con ogni attore preoccupato per la propria sicurezza [e] le direzioni degli studi che dicono "non corriamo il rischio"». La Warner Bros. istituì appositi comitati per la sicurezza per stabilire "standard accettabili". Gli standard sono emessi regolarmente come bollettini sulla sicurezza e pubblicati in un "manuale sulla sicurezza" intitolato Injury and Illness Prevention Program (IIPP) Safety Manual for Television & Feature Production. Il manuale dell'IIPP, "una descrizione generale delle pratiche di lavoro sicure da utilizzare come linea guida per le produzioni e per fornire sicurezza sull'ambiente di lavoro", viene distribuito a tutti i dipendenti dello studio.
La commissione sulla sicurezza della Directors Guild of America cominciò a pubblicare regolarmente un bollettino per i suoi membri e istituì una linea telefonica per "aiutare i registi a ricevere risposte veloci ai propri quesiti in materia di sicurezza". Inoltre, furono istituite sanzioni per chi violava il regolamento.
A seguito della tragedia, gli incidenti sul set tra il 1982 e il 1986 calarono del 69,6%, anche se ci furono ancora altre sei morti sui set di alcuni film (per la maggior parte stuntmen).
La carriera di Landis non subì ripercussioni significative a causa dell'incidente, anche se egli nel 1996 ebbe a dichiarare: «Non ci fu assolutamente nessun aspetto positivo in tutta questa storia. La tragedia, a cui penso ogni giorno, ha avuto un impatto enorme sulla mia carriera, da cui potrebbe non riprendersi mai».
Il regista Steven Spielberg, che co-produceva il film insieme a Landis ma non si trovava sul set la sera della tragedia, ruppe l'amicizia con lui a causa dell'incidente. Spielberg disse che la tragedia "lo fece crescere e maturare un po' di più" e che aveva lasciato costernati tutti quelli che avevano lavorato al film.